# Louise Nevelson
Louise Nevelson, född 23 september 1899 i Perejaslav, Guvernementet Poltava, Ryska kejsardömet, död 17 april 1988 i New York, var en amerikansk konstnär. 	
Nedslagskratern Nevelson på planeten Venus är uppkallad efter henne.